# 마이티 덕
《마이티 덕》(영어: The Mighty Ducks 혹은 D1: The Mighty Ducks, 영국과 오스트레일리아 제목은 영어: Champions)은 미국에서 제작된 스티븐 헤릭 감독의 1992년 스포츠 코미디 드라마 영화이다. 에밀리오 에스테베즈 등이 출연하였고, 존 애브넷 등이 제작에 참여하였다.
흥행에 성공하면서 속편 《마이티 덕 2》(1994), 《마이티 덕 3》(1996)이 나왔으며, 애니메이션, 텔레비전 시리즈 등 타매체로도 확장되어 다매체 프랜차이즈화되었다.
월트 디즈니 컴퍼니는 1993년 NHL 팀을 창단하면서 이 영화에서 이름을 따와 “마이티 덕스 오브 애너하임”이라고 지었다. 그러나 2005년 마이티 덕 프랜차이즈가 외부에 팔리면서 팀명이 “애너하임 덕스”로 변경되었다.

## 줄거리
오만한 30살 미니애폴리스 피고측 변호사 고든 봄베이는 30번째 승소를 자축하다가 음주 운전으로 500 시간 사회 봉사 명령을 받고 강제로 13세 이하 하키 리그 지역 팀 “디스트릭트 5” 코치가 된다.
사실 봄베이는 예전에 13세 이하 리그 강팀인 “호크스” 인기 선수였다. 그러나 1973년 봄베이는 사랑하던 아버지와 사별하고 4개월 밖에 지나지 않은 시점에서 대회 결승전에 임하게 되었다. 봄베이는 종료 직전 동점 상황에서 경기 운명을 결정짓는 페널티 샷에 실패했고, 호크스는 연장전까지 간 끝에 지고 말았다. 코치 잭 라일리에게 실망했다는 말을 들은 봄베이는 하키를 그만두었다.
디스트릭트 5는 연습 시설, 장비, 선수 역량 전부 부족하여 봄베이가 코치를 맡은 첫 경기에서 라일리가 여전히 수석 코치로 있는 호크스를 상대로 17-0 대패를 당한다. 봄베이는 제츠가 상대인 다음 경기에서 일부러 넘어진 척 하여(dive) 페널티를 얻어 내라고 지시하지만 선수 찰리 콘웨이는 이에 저항하고, 디스트릭트 5는 또 진다.
봄베이는 멘토 핸스를 만나 깨달음을 얻고, 본인 방식이 잘못됐다는 걸 인정한다. 봄베이는 상사 제럴드 덕스워스에게 팀 후원자가 되어 달라고 부탁하여 승낙을 받고, 팀 이름을 덕스워스에서 따온 덕스로 개명하고 제대로 된 장비를 얻은 뒤 기초 훈련을 다진다. 이와 같은 노력은 성과를 보여 덕스는 드디어 카디널스와의 경기에서 무승부를 이루어 낸다. 이어 덕스는 위협적인 슬랩 샷을 구사하는 전문 싸움꾼(enforcer) 풀턴 리드 등 새로운 선수들을 영입한다.
한편 지역 구획이 조정되면서 규정상 호크스 인기 선수 애덤 뱅크스가 덕스로 팀을 옮겨야만 하는 상황이 된다. 봄베이는 라일리에게 규정을 지키라고 압박하고, 둘의 대화를 엿듣던 덕스 선수들은 봄베이가 반어적으로 한 소리를 덕스를 비하하는 말로 곧이곧대로 이해하여 경기장을 떠나 버린다. 덕분에 덕스는 플레임스에게 몰수패를 당한다. 봄베이에게 신뢰를 잃은 선수들은 흐트러진 예전 모습으로 돌아간다.
라일리와 타협한 덕스위치는 애덤이 그대로 호크스에 머물 수 있게 편법을 쓰자고 제안한다. 스포츠맨십에 위배되는 이 술수를 거절한 봄베이는 바로 법률 사무소에서 해고된다. 봄베이는 덕스 선수들과 오해를 풀고, 덕스는 플레이오프 진출 자격을 얻는 데 중요한 허스키스와의 경기를 이긴다. 애덤은 아예 하키를 못하느니 그냥 덕스에서 뛰기로 하지만 선수들은 애덤에게 불신감을 비친다.
덕스는 플레이오프에서 호니츠와 카디널스 상대로 이기면서 결승전에 올라 호크스를 상대하게 된다. 라일리는 호크스 선수들에게 애덤을 부상을 입히라고 지시하고, 그 결과 애덤은 경기 도중 퇴장한다. 그럼에도 덕스는 마지막 피리어드 후반 동점 상태를 만든다. 경기 시간 종료 직전 호크스 선수가 찰리를 막으려고 고의로 스틱을 써서 찰리를 넘어뜨리면서 덕스는 페널티 샷 기회를 얻는다.
봄베이는 본인이 과거에 겪었던 것과 꼭 같은 상황을 마주한 찰리에게 결과에 상관없이 사랑한다고 말하며 안심시킨다. 찰리가 골텐더를 삼중 속임수 동작(deke)으로 속여 득점에 성공하면서 팀은 주선수권 대회에서 우승한다.
봄베이는 전에 13세 이하 하키 리그에서 함께 뛰었던 NHL 미네소타 노스 스타스 소속 배질 맥레이가 잡아 준 마이너리그 선발 테스트를 받으러 떠난다. 배웅을 나온 덕스 선수들에게 봄베이는 다음 시즌에 함께 타이틀 방어를 하자고 기약한다.

## 출연진
덕스
- 에밀리오 에스테베즈 - 고든 봄베이 역
  - 브록 피어스 - 10살 고든 봄베이 역
- 저시 스몰렛 - 테리 홀 역: 등번호 1.
- 에런 슈워츠 - 데이브 카프 역: 등번호 11.
- 마거리트 모로 - 코니 모로 역: 등번호 18.
- 숀 와이스 - 그레그 골드버그 역: 등번호 33.
- 엘든 헨슨 - 풀턴 리드 역: 등번호 44.
- 조슈아 잭슨 - 찰리 콘웨이 역: 등번호 96.
- 빈센트 러루소 - 애덤 뱅크스 역: 등번호 9(호크스)→99.

그 외
- 조스 애클런드 - 핸스 역
- 레인 스미스 - 잭 라일리 코치 역
- 조지프 서머 - 제럴드 덕스워스 씨 역
- 하이디 클링 - 케이시 콘웨이 역
- M. C. 게이니 - 루이스 역
- 스티븐 브릴 - 프랭크 허디 검사 역
- 조지 코 - 웨더스 판사 역
- 마이크 모다노 - 본인 역
- 배질 맥레이 - 본인 역

## 제작

### 섭외
원래는 제이크 질런홀이 찰리 콘웨이 역에 합격하였으나 학업에 집중하기를 바라던 부모님이 강경하게 반대하여 그만두었다. 질런홀은 2015년 7월 22일 하워드 스턴 라디오 쇼에 나와 당시 부모님과 싸우면서 울었던 기억을 털어놓았다.

## 기타 제작진
- 공동 제작: 마틴 휴버티
- 배역: 러네이 루셀로
- 미술: 랜디 서
- 세트: 줄리 케이 팬턴
- 의상: 그라니아 프레스턴